# Sumiya Iraui
Sumiya Iraui (en árabe: سمية إيراوي‎; 19 de marzo de 1996) es una deportista marroquí que compite en judo.
Ganó una medalla en los Juegos Panafricanos de 2019 y ocho medallas en el Campeonato Africano de Judo entre los años 2018 y 2025.

## Palmarés internacional
| Juegos Panafricanos | Juegos Panafricanos         | Juegos Panafricanos | Juegos Panafricanos |
| Año                 | Lugar                       | Medalla             | Categoría           |
| ------------------- | --------------------------- | ------------------- | ------------------- |
| 2019                | Rabat (Marruecos)           | Medalla de plata    | –52 kg              |
| Campeonato Africano |                             |                     |                     |
| Año                 | Lugar                       | Medalla             | Categoría           |
| 2018                | Túnez (Túnez)               | Medalla de oro      | –57 kg              |
| 2019                | Ciudad del Cabo (Sudáfrica) | Medalla de plata    | –52 kg              |
| 2020                | Antananarivo (Madagascar)   | Medalla de plata    | –52 kg              |
| 2021                | Dakar (Senegal)             | Medalla de oro      | –52 kg              |
| 2022                | Orán (Argelia)              | Medalla de bronce   | –52 kg              |
| 2023                | Casablanca (Marruecos)      | Medalla de oro      | –52 kg              |
| 2024                | El Cairo (Egipto)           | Medalla de oro      | –52 kg              |
| 2025                | Abiyán (Costa de Marfil)    | Medalla de oro      | –52 kg              |